# Charles de Secondat, Baron de Montesquieu

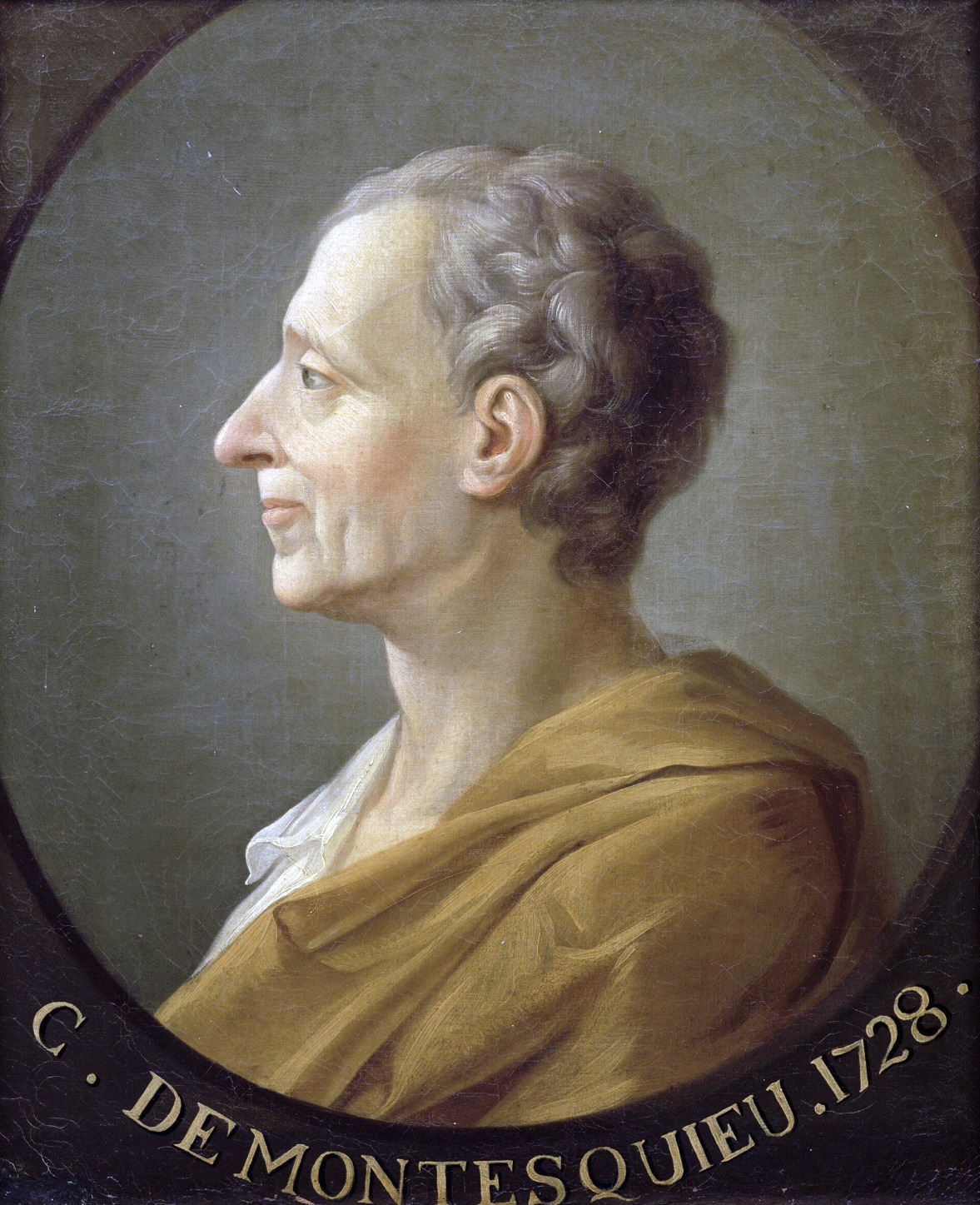
Baron de Montesquieu, 1728

Charles-Louis de Secondat, Baron de La Brède et de Montesquieu (getauft am 18. Januar 1689 auf Schloss La Brède bei Bordeaux; † 10. Februar 1755 in Paris), bekannt unter dem Namen Montesquieu, war ein französischer Schriftsteller, Philosoph und Staatstheoretiker der Aufklärung. Er gilt als bedeutender politischer Philosoph und Mitbegründer der modernen Geschichtswissenschaft. Seine Ideen hatten Einfluss auf die lange nach ihm entstandene Soziologie.

Obwohl der gemäßigte Vordenker der Aufklärung für seine Zeitgenossen auch ein erfolgreicher belletristischer Autor war, ist er vor allem als geschichtsphilosophischer und staatstheoretischer Denker in die Geistesgeschichte eingegangen und beeinflusst noch heute aktuelle Debatten.

## Leben und Schaffen

### Anfänge und früher literarischer Erfolg
Montesquieu wurde als Sohn von Jacques de Secondat (1654–1713) und Marie-Françoise de Pesnel (1665–1696) in einer Familie des hohen Amtsadels geboren, der so genannten „noblesse parlementaire“. Das genaue Datum seiner Geburt ist nicht bekannt, sondern nur das seiner Taufe, der 18. Januar 1689. Vermutlich kam er nur wenige Tage vorher zur Welt.
Als ältester Sohn verbrachte er seine Kindheit auf dem Landgut La Brède, das seine Mutter in die Ehe eingebracht hatte. Sein Vater war ein jüngerer Sohn aus der altadeligen Familie derer de Secondat, die protestantisch geworden, im Gefolge von Heinrich IV. aber zum Katholizismus zurückgekehrt und mit der Erhebung ihres Familiensitzes Montesquieu zur Baronie belohnt worden waren. Der Großvater hatte mit der Mitgift, die er erheiratet hatte, das Amt eines Gerichtspräsidenten (président à mortier) am Parlement von Bordeaux gekauft, dem höchsten Gericht der Aquitaine.
Im Alter von sieben Jahren verlor Montesquieu seine Mutter. Von 1700 bis 1705 besuchte er als Internatsschüler das Kolleg der Oratorianer-Mönche in Juilly unweit von Paris, das für den kritischen Geist bekannt war, der dort herrschte, und wo er auf mehrere Cousins aus seiner weitverzweigten Familie traf. Er erwarb fundierte Kenntnisse in Latein, Mathematik und Geschichte und verfasste ein historisches Drama, von dem sich ein Fragment erhalten hat.
Von 1705 bis 1708 studierte er Jura in Bordeaux. Nach dem Abschluss und der Zulassung als Anwalt bekam er vom Oberhaupt der Familie, dem kinderlosen ältesten Bruder seines Vaters, den Baron-Titel überschrieben und ging nach Paris, um sich juristisch und anderweitig fortzubilden, denn er sollte auch das Gerichtspräsidentenamt erben, das vom Großvater auf den Onkel übergegangen war. In Paris fand er Anschluss an Intellektuelle und begann in einer Art Tagebuch Gedanken und Überlegungen der verschiedensten Art niederzuschreiben.
Als 1713 sein Vater starb, kehrte er zurück ins Château de La Brède. 1714 erhielt er, sicher über seinen Onkel, das Amt eines Gerichtsrats (conseiller) am Parlement von Bordeaux.

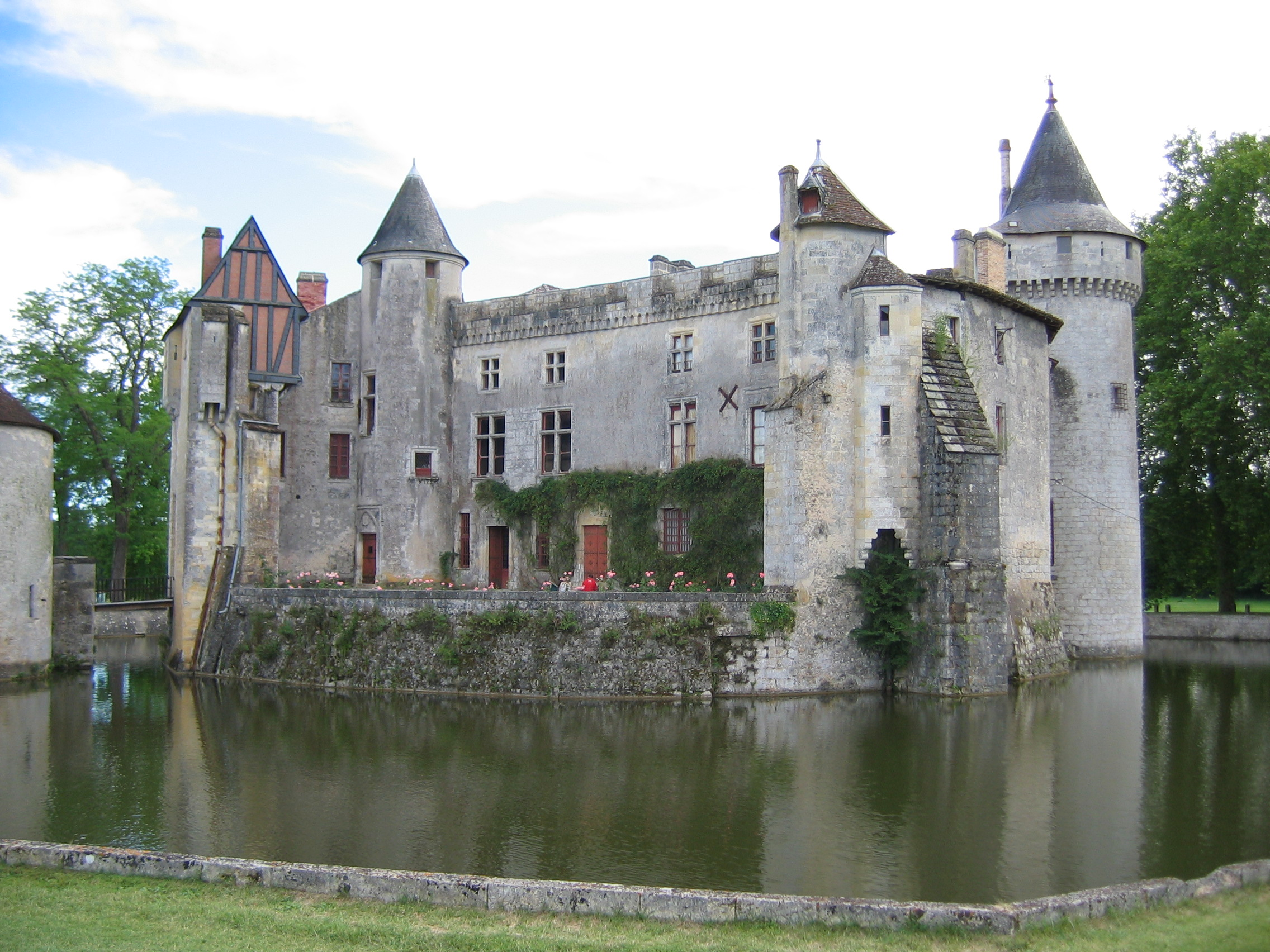
Château de La Brède

1715 heiratete er, durch Vermittlung des Onkels, Jeanne de Lartigue (~1692/93–1770), eine Hugenottin, die 100.000 Frs. Mitgift einbrachte. Kurz hintereinander wurden 1716 ein Sohn; Jean-Baptiste (1716–1796) und 1717 eine Tochter; Marie (1717–1784) geboren, 1727 folgte eine weitere Tochter; Denise (1727–1800). Das Paar lebte sehr häufig voneinander getrennt.
Neben seiner Tätigkeit als Richter interessierte sich Montesquieu auch weiterhin intensiv für die verschiedensten Wissensgebiete. So verfasste er nach dem Tod von Ludwig XIV. (September 1715) eine wirtschaftspolitische Denkschrift über die Staatsschulden (Mémoire sur les dettes de l’État), gerichtet an die Adresse von Philipp von Orléans, der als Regent für den unmündigen Ludwig XV. die Herrschaft ausübte.
1716 wurde er in die Académie von Bordeaux aufgenommen, einen jener locker organisierten Zirkel, die in größeren Städten Gelehrte, Literaten und sonstige geistig Interessierte vereinten. Hier betätigte er sich mit Vorträgen und kleineren Schriften, z. B. einer Dissertation sur la politique des Romains dans la religion (Abhandlung über die Religionspolitik der Römer), worin er nachzuweisen versucht, dass Religionen ein nützliches Instrument zur Moralisierung der Untertanen eines Staatswesens sind.
Ebenfalls 1716, d. h. kurz nachdem der Regent die von Ludwig XIV. beschnittene politische Macht der Parlements (Gerichte) wieder gestärkt hatte, erbte Montesquieu von seinem Onkel dessen Amt als Gerichtspräsident. Seine geistigen Interessen verfolgte er wie zuvor weiter.

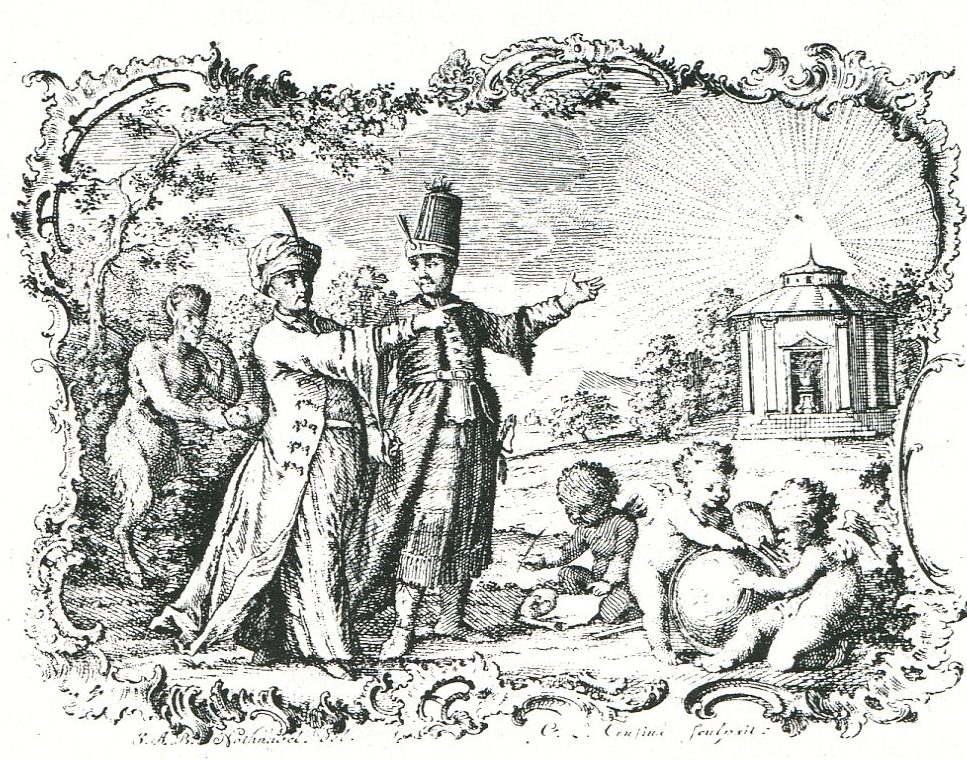
Titelvignette der Erstausgabe der Persischen Briefe

1721 wurde er durch einen Briefroman berühmt, den er 1717 begonnen hatte und der bald nach seinem anonymen Erscheinen in Amsterdam von der Zensur verboten wurde: die Lettres persanes (Persische Briefe). Den Inhalt des Werkes, das heute als ein Schlüsseltext der Aufklärung gilt, bildet die fiktive Korrespondenz zweier fiktiver Perser, die von 1711 bis 1720 Europa bereisen und Briefe mit Daheimgebliebenen wechseln. Hierbei schildern sie – und dies ist der aufklärerische Kern des Werkes – ihren Korrespondenzpartnern die kulturellen, religiösen und politischen Verhältnisse vor allem in Frankreich und besonders in Paris mit einer Mischung aus Staunen, Kopfschütteln, Spott und Missbilligung (was spätestens seit Pascals Lettres provinciales ein beliebtes Verfahren war, um den Leser zum Teilhaber einer Sicht von außen zu machen und ihm so einen kritischen Blick auf das eigene Land zu ermöglichen). Montesquieu behandelt in dieser Schrift verschiedene Themen, wie Religion, Priestertum, Sklaverei, Polygamie, Benachteiligung der Frauen u. a. m. im Sinne der Aufklärung. Darüber hinaus ist in die Lettres ein romanesker Handlungsstrang um die daheim gebliebenen Haremsdamen eingeflochten, der an dem Erfolg des Buches nicht ganz unbeteiligt war.
Nachdem er mit den Lettres bekannt geworden war, entwickelte Montesquieu die Gewohnheit, jährlich einige Zeit in Paris zu verbringen. Hier verkehrte er in einigen mondänen Salons, z. B. dem der Marquise de Lambert, und gelegentlich am Hof, vor allem aber in intellektuellen Zirkeln.
Baron de Montesquieu war regelmäßiger Besucher des samstäglichen Gesprächskreises im Club de l’Entresol, der von Pierre-Joseph Alary (1689–1770) und Charles Irénée Castel de Saint-Pierre gegründet worden war und von 1720 (bzw. 1724) bis 1731 in der Hochparterrewohnung am Place Vendôme in Paris von Charles-Jean-François Hénault (1685–1770) stattfand.
1725 erzielte er nochmals einen beachtlichen Bucherfolg mit dem rokokohaft-galanten pastoralen kleinen Roman Le Temple de Gnide, den er angeblich in einem älteren griechischen Manuskript gefunden und übersetzt hatte. Das heute völlig vergessene Werk wurde bis zum Ende des 18. Jh. viel gelesen und mehrfach in andere Sprachen übertragen, u. a. in italienische Verse. Es bekam als einziges der Werke Montesquieus schon bei seiner Erstveröffentlichung das Plazet der Zensurbehörde.

### Jahre der Reflexion und des Reisens
Im Jahr darauf verkaufte er sein offenbar wenig geliebtes Richteramt und ließ sich in Paris nieder, nicht ohne jährlich einige Zeit auf dem Familienschloss La Brède zu verbringen.

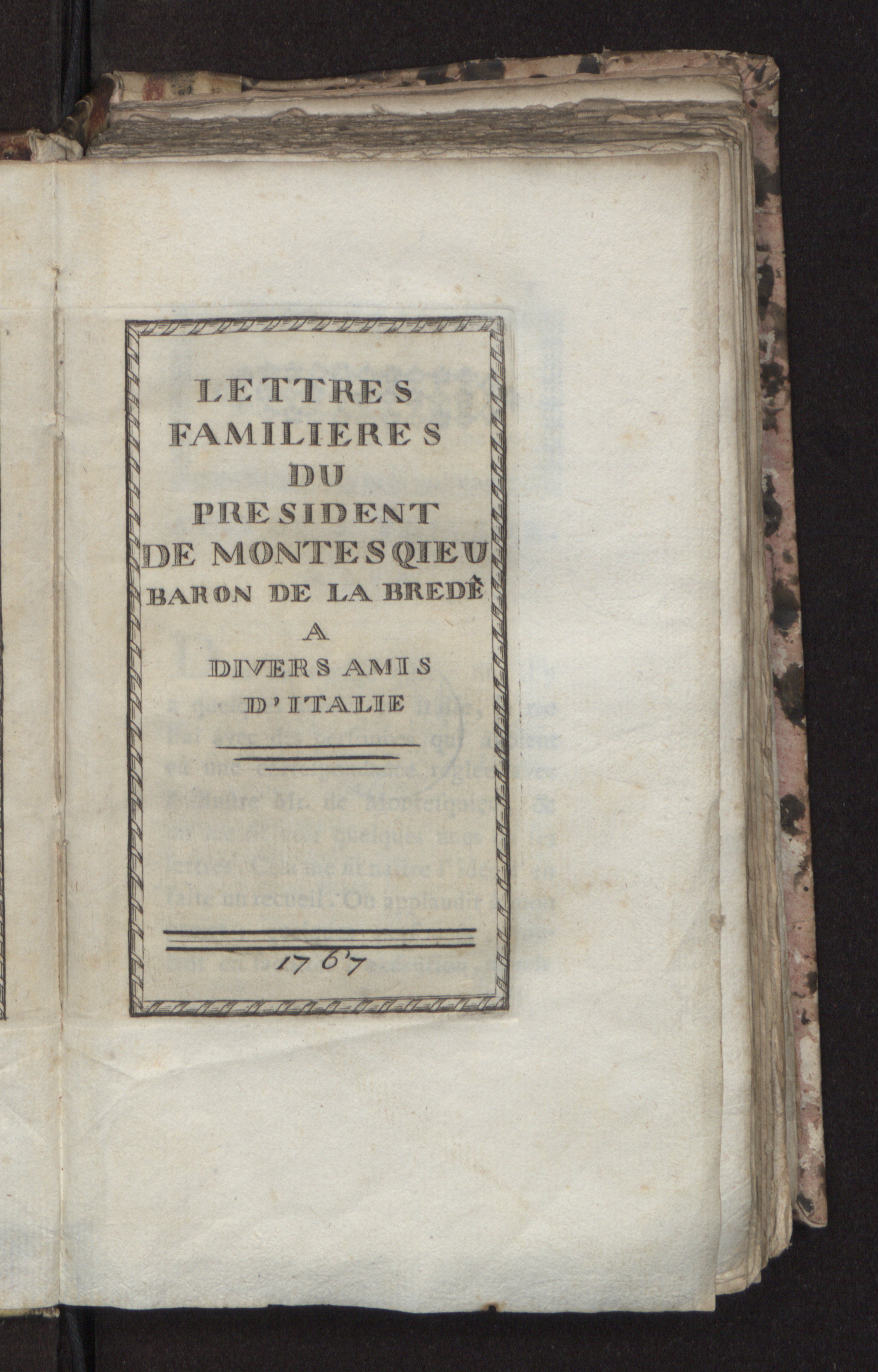
Lettres familieres a divers amis d'Italie, 1767

1728 wurde er, wenn auch erst beim zweiten Anlauf, in die Académie française gewählt. Noch im selben Jahr (bald nach der Geburt seiner jüngsten Tochter) ging er auf eine dreijährige Bildungs- und Informationsreise durch mehrere deutsche und italienische Staaten, die niederländischen Generalstaaten und vor allem England. Am 26. Februar 1730 wurde er zum Mitglied (Fellow) der Royal Society gewählt. Am 16. Mai des gleichen Jahres wurde er in London Mitglied der Freimaurerloge Horn’s Tavern in Westminster. Später, 1735, beteiligte er sich an der Gründung der von Charles Lennox, Herzog von Richmond, und John Theophilus Desaguliers initiierten Pariser Loge im Hôtel de Bussy.

### Die großen Schriften
1731 kehrte Montesquieu nach La Brède zurück, wo er von nun an überwiegend blieb. 1734 publizierte er in Holland das Buch Considérations sur les causes de la grandeur des Romains et de leur décadence (Betrachtungen über die Ursachen der Größe der Römer und ihres Niedergangs). Hierin versucht er am Beispiel des Aufstiegs des Römischen Reichs und seines Niedergangs (den er mit Caesars Alleinherrschaft einsetzen sieht) so etwas wie gesetzmäßige Verläufe im Schicksal von Staaten nachzuweisen und damit zugleich verdeckte Kritik am französischen Absolutismus zu üben.

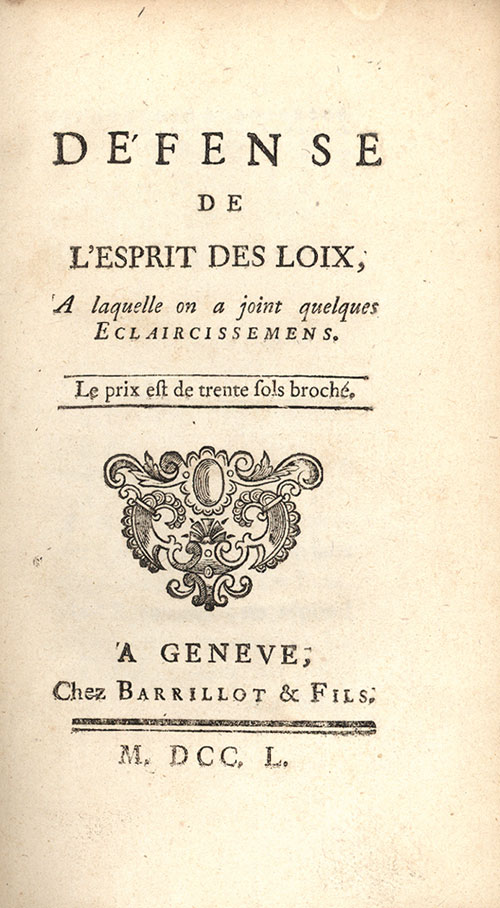
Montesquieu: Défense de l’Esprit des lois, 1750

Sein wichtigstes Werk wurde die geschichtsphilosophische und staatstheoretische Schrift De l’esprit des lois/Vom Geist der Gesetze (Genf 1748), ein Produkt von zwölf Jahren Arbeit.
Einerseits nennt er darin die Determinanten, die das Regierungs- und Rechtssystem einzelner Staaten jeweils bestimmen (z. B. Größe, Geographie, Klima, Wirtschafts- und Sozialstrukturen, Religion, Sitten und Gebräuche); andererseits formuliert er – nicht zuletzt in Opposition gegen den im Milieu der Parlements ungeliebten königlichen Absolutismus – die theoretischen Grundlagen eines universell möglichen Regimes. Zentrales Prinzip ist für Montesquieu hierbei, anknüpfend an John Locke, die Trennung der Bereiche Gesetzgebung (Legislative), Rechtsprechung (Judikative) und Regierungsgewalt (Exekutive), mit anderen Worten die so genannte Gewaltenteilung – ein Begriff, der als solcher bei ihm allerdings noch nicht vorkommt. Sein Buch fand sofort große und weit gestreute Beachtung und löste heftige Attacken seitens der Jesuiten, der Sorbonne und zugleich der Jansenisten aus. 1751 wurde es von der katholischen Kirche auf den Index der verbotenen Bücher gesetzt und blieb dort bis zu dessen Abschaffung im Jahr 1967. Eine 1750 in Genf publizierte Verteidigungsschrift Montesquieus, die Défense de l’Esprit des lois, hatte darauf keinen Einfluss.
Seine letzten Lebensjahre verbrachte er zunehmend erblindend, teils in Paris, teils auf La Brède, wobei ihn seine jüngste Tochter als Sekretärin unterstützte. Unter anderem verfasste er für die Encyclopédie einen Essai sur le goût dans les choses de la nature & de l’art, der jedoch Fragment blieb. Obwohl die Herausgeber Diderot und d'Alembert für Montesquieu ursprünglich die Einträge Démocratie und Despotisme vorgesehen hatten und der Artikel Goût bereits Voltaire zugesagt worden war, wurde Montesquieus Aufsatzfragment posthum und ergänzend zu Voltaires Text im siebten Band 1757 abgedruckt.
Montesquieu starb an einer Infektion bei einem winterlichen Paris-Aufenthalt.

### Nachwirkung
Das Prinzip der Gewaltenteilung fand seinen ersten Niederschlag 1755 in der Verfassung der kurzlebigen Republik Korsika unter Pascal Paoli, die schon 1769 unterging, nachdem Frankreich die Insel von Genua gekauft und militärisch unterworfen hatte. Bis heute andauernd kam es dagegen in der Verfassung der Vereinigten Staaten von Amerika zum Tragen, die im Jahr 1787 in Kraft trat, nicht aber in der französischen Verfassung von 1791. Heute ist die Gewaltenteilung zumindest im Grundsatz in allen demokratischen Staaten verwirklicht.

## Montesquieus Thesen
Die Grundlage für seine Staatstheorie bildete seine 1734 erschienene Studie über Aufstieg und Fall des Römischen Reiches. Anders als die christliche Geschichtsphilosophie, die den Niedergang des Römischen Reiches als das Werk göttlicher Vorsehung betrachtet hatte, wollte Montesquieu eine auf natürlichen Gesetzlichkeiten beruhende Erklärung für die geschichtlichen Abläufe finden und hatte daher nach den anthropologischen, ökologischen, ökonomischen, sozialen und kulturellen Bedingungen der politischen Entwicklungen gefragt. Diese Einsichten formte er in seinem Hauptwerk Vom Geist der Gesetze (1748) zu einer Staats- und Gesellschaftstheorie aus: Er versuchte, die bestimmenden äußerlichen und vor allem mentalen Faktoren zu finden, gemäß denen einzelne Staaten ihr jeweiliges Regierungs- und Rechtssystem entwickelt haben (kulturrelativistischer Ansatz). Aus diesen Faktoren ergibt sich der „allgemeine Geist“ („esprit général“) einer Nation und diesem wiederum entspricht der „Geist“ ihrer Gesetze. Deren Gesamtheit ist nach Montesquieu also nicht eine quasi beliebige Summe von Gesetzen, sondern Ausdruck des natürlichen Umfeldes, der Geschichte und des „Charakters“ eines Volkes.

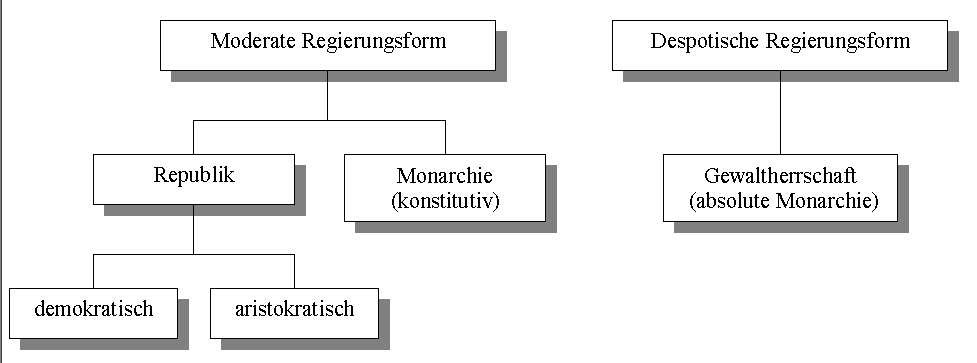
Staatsformen nach Montesquieu (1748)

Montesquieu unterscheidet zwischen moderaten Regierungssystemen – das ist die Republik in unterschiedlicher Ausprägung und die konstitutionelle Monarchie – und solchen, die auf Gewaltherrschaft beruhen, wie der Absolutismus und jede andere Despotie. Die drei Haupttypen von Regimen: Republik, Monarchie und Gewaltherrschaft sieht er jeweils durch eine bestimmte menschliche Grundhaltung geprägt: die Tugend, die Ehre und die Furcht.
Die Tugend definiert er in der Vorrede zum Geist der Gesetze als „Liebe zum Vaterland, das heißt die Liebe zur Gleichheit“. Er versteht das Wort also explizit politisch und grenzt es von einem moralischen oder christlichen Verständnis ab.  Für die auf Ehre beruhende konstitutionelle Monarchie, aber auch für die auf Tugend basierende Staatsform, die Republik, hält er Gewaltenteilung für nötig, um die Willkür durch Einzelne oder Mannschaften zu vermeiden, sonst sind sie gefährdet despotisch zu werden.
Montesquieus politische Philosophie enthält liberale und konservative Elemente. Er stellt die moderaten Regierungssysteme nicht gleich, sondern favorisiert ausdrücklich die parlamentarische Monarchie nach englischem Muster. Das dort verwirklichte Modell einer Gewaltenteilung zwischen Exekutive und Legislative sichere am besten die Freiheit des Einzelnen vor staatlicher Willkür. Diesen Ansatz von John Locke ergänzt er durch eine dritte Gewalt, die Judikative. Außerdem plädiert er für ein Zweikammerparlament mit einem aristokratischen Oberhaus, nicht nur für die Monarchie, sondern auch für die Republik. Damit soll verhindert werden, dass die konstitutionelle Monarchie zur Tyrannei und die Republik zur „Pöbelherrschaft“ wird.
Strittig ist, ob seine Theorie bereits ein demokratisches Staatswesen begründete, oder – was eine Minderheitsmeinung darstellt – eher die Wiederherstellung der durch Richelieu, Mazarin und Ludwig XIV. beseitigten politischen Mitspracherechte des Adels und der Hohen Gerichtshöfe, der Parlements, anstrebte.
Während heutige Soziologen Montesquieu für einen Vorreiter der modernen Sozialwissenschaften halten (Stichwort Milieutheorie), wurden seine Gedanken von ihm unmittelbar nachfolgenden Autoren und Strömungen unterschiedlich gewertet: So ist das Prinzip der Gewaltenteilung eine der wichtigsten Grundlagen der ersten Verfassungen in Nordamerika, in der Verfassung der Ersten Französischen Republik kam es dagegen nicht zum Tragen, denn es widersprach der jakobinischen, von Jean-Jacques Rousseau inspirierten Lehre von der ungeteilten Volkssouveränität, weshalb man in der Französischen Revolution sogar Montesquieus Grab zerstörte.
Frühen Einfluss gewann Montesquieu auch auf die Aufklärung in Deutschland: So wandelte z. B. der damals bedeutende protosoziologische Autor Johann David Michaelis ganz auf seinen Spuren mit der Schrift Das Mosaische Recht, worin er bestimmte alttestamentliche Rechtsvorschriften, die von den Aufklärern als abstrus betrachtet wurden, als für Nomadenvölker vernünftig analysierte – zum Ärger mancher Geistlicher und Theologen, die eine Verteidigung der Bibel von dieser Seite wenig goutierten. Auch Johann Gottfried Herder rezipierte neben Rousseaus auch Montesquieus Thesen für seine Geschichtsphilosophie.

### Bedingungen und Grenzen des Handelns
Man kann im gesellschaftlichen und politischen Denken Montesquieus zwei Grundzüge ausmachen. Einerseits will Montesquieu Einsichten in das menschliche Handeln gewinnen. Er ist damit einer der ersten modernen Handlungstheoretiker. Andererseits spricht er in seinem gesamten Werk von gesellschaftlichen Gegebenheiten, die der Politik und den Herrschenden vorgegeben, die Handlungsmöglichkeiten der Menschen insgesamt begrenzen und beschränken, so dass gesellschaftliche und historische Entwicklungen nur wenig beeinflussbar sind. Aus dem „esprit général“ (allgemeinen Geist) eines Volkes und den Prinzipien seiner Verfassung lässt sich laut Montesquieu auf Politik und Gesellschaft schließen. Ausführlich und modellhaft analysierte er in seinem Hauptwerk 1748 die zeitgenössische englische Verfassung, die Machtverteilung, die sie nach sich zog, Bündnisse zur Steigerung der Macht, aber auch Machtbegrenzungen.

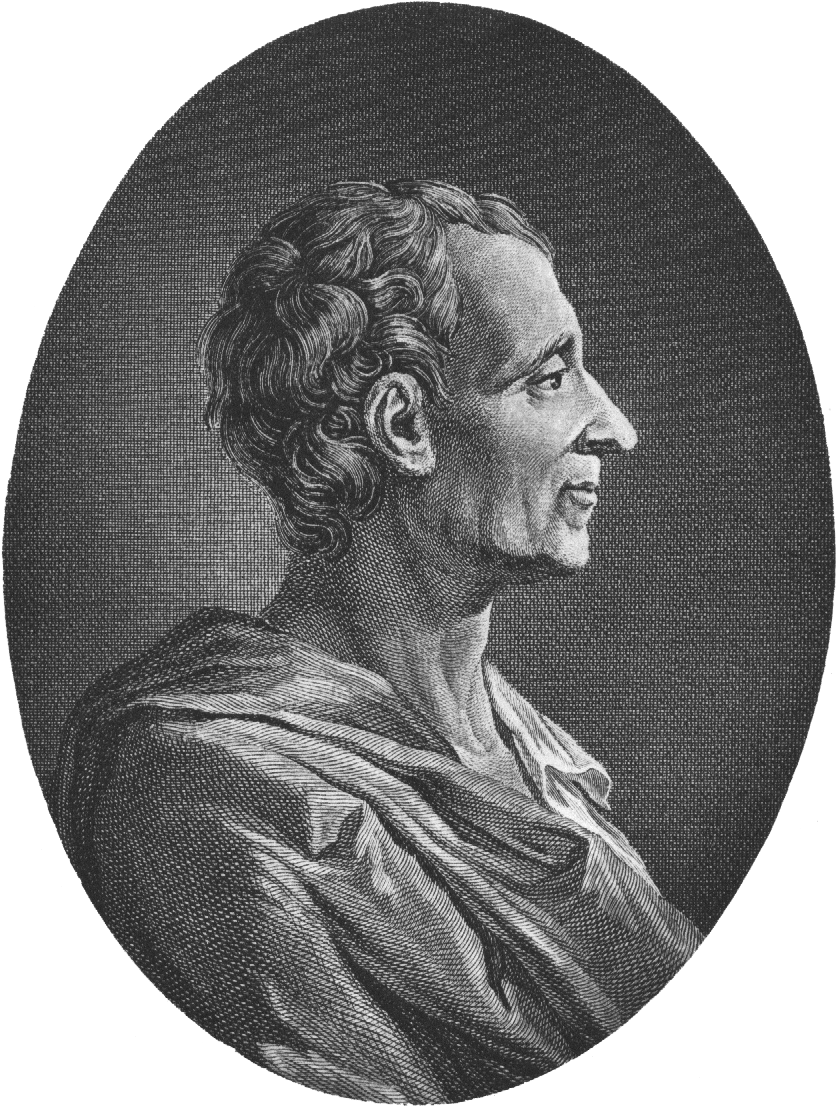
Baron de Montesquieu

Der Grundgedanke dieses Modells – man könne die übelsten menschlichen Leidenschaften (im Falle der englischen Verfassung: das ungehemmte Machtstreben) durch intelligente institutionelle Arrangements zum Vorteil und Nutzen der Gesellschaft lenken – findet sich auch in seiner Analyse der modernen Gesellschaften (allesamt Monarchien) seiner Zeit. Die verbreiteten negativen Leidenschaften der Menschen in der Monarchie – Ehrgeiz, Habgier, Eitelkeit, Egoismus und Ruhmsucht – werden durch die Regeln und Institutionen einer konstitutionellen Monarchie so kanalisiert, dass sie sich zum Vorteil der Gesellschaft auswirken. Seine Theorie des Handelns bezieht sich damit vornehmlich auf die Aktivitäten zur Einführung dieser Institutionen.
Montesquieus Werk ist geprägt von der Suche nach den Bedingungen, Grenzen, Beeinflussungsfaktoren und Möglichkeiten menschlichen Handelns in Gesellschaft und Geschichte. In seine Handlungstheorie, die das Zentrum seines Konzepts von Freiheit ist, bezieht er die Schranken des gesellschaftlichen Handelns in Gesellschaft in die Untersuchung mit ein.
Seine Gedanken und Einfälle sammelte er in dicken Notizbüchern. In diesen Notizen, den Pensées, hält er fest: Völlige Freiheit sei eine Illusion. In vielerlei Varianten gebraucht er das Bild eines gigantischen Netzes, in dem sich Fische bewegen, ohne zu bemerken, dass sie in dem Netz gefangen sind. Für Montesquieu ist das Handeln immer Bedingungen unterworfen, die dem Handelnden vorgegeben sind.
Schon in den Lettres Persanes (Persische Briefe), insbesondere in der Parabel der „Troglodyten“, ist ein Konzept der Freiheit erkennbar, das vornehmlich auf Handlungsfreiheit beruht. Diese Freiheit, die stets gefährdet ist, ist in der Republik auf der Grundlage von Vaterlandsliebe und der „Tugend“ der Bürger (d. h. von gerechten und vernünftigen Handlungsweisen) zu verwirklichen. Die Monarchie hängt weniger vom tugendhaften Handeln der Bürger ab und wird am besten durch Gesetze und Institutionen geordnet vom König regiert.
Was im angesprochenen Roman nur angedeutet wird, ist im ersten Hauptwerk Zentrum der Untersuchung: In den Considérations sur les Causes de la Grandeur des Romains et de leur Décadence (Betrachtungen über die Ursachen der Größe der Römer und ihres Niedergangs), veröffentlicht in Lausanne 1749, beschreibt Montesquieu die kriegerischen Tugenden der Römer als wichtigste Bedingung für die erfolgreiche Eroberung des zuletzt die gesamte bekannte Welt umfassenden römischen Reiches. Zwar sind das Eroberungshandeln der Römer wie auch einige Besonderheiten der römischen Verfassung zurückzuführen auf klimatische und topographische Bedingungen, ausschlaggebend für den Aufstieg und Niedergang Roms ist jedoch laut Montesquieu die Veränderung der römischen Tugend, die sowohl die Eroberung der Welt ermöglicht als auch den Niedergang bewirkt.

### Handlungsleitende Prinzipien: Tugend, Ehre und Furcht
Diese Überlegungen, seine Suche nach den Determinanten und nach der Freiheit des Handelns, treten in systematischerer Form im Hauptwerk De L’Esprit des Lois erneut auf. Montesquieus Frage nach den Prinzipien des Handelns führt in dieser Schrift zu einer neuen Kategorisierung der politischen Ordnungen: Nicht mehr die klassische Frage nach der Zahl und nach der Qualität der Regierenden bestimmt die Unterscheidungen. Montesquieu trennt zwischen gemäßigten und tyrannischen Regierungen und nennt drei mögliche Regierungsformen: Republiken, Monarchien und Despotien, die er jeweils durch Prinzipien, das heißt durch unterschiedliche Motive und Leidenschaften, die das Handeln der Menschen in der jeweiligen Gesellschaft bestimmen, klassifiziert.
In Republiken sind die Macht und das Handeln in der Gesellschaft verteilt. Die Bürger müssen, damit diese Ordnung nicht zerbricht, einen hohen Grad von Verantwortlichkeit für das Gemeinwesen entwickeln. Es ist notwendig, dass sie einander respektieren und ihre Handlungen dem Gemeinwohl unterordnen: „[…] die ständige Bevorzugung des öffentlichen Interesses vor dem eigenen Interesse“, die Liebe zur Gleichheit der gemeinsam regierenden Bürger und die Vaterlandsliebe beschreiben das Prinzip der Republiken, ohne das sie nicht lebensfähig sind. Montesquieu nennt dieses handlungsleitende Prinzip „Tugend“.
Die Republiken unterteilt Montesquieu in demokratische Republiken, in denen das gesamte Volk an den wichtigen Entscheidungen und an der Vergabe der Ämter beteiligt ist, und in aristokratische Republiken, wo die Politik von einer politischen Klasse getragen wird. Damit letztere stabil bleiben, muss die jeweils herrschende politische Klasse sich durch besondere Mäßigung und Gerechtigkeit gegenüber den Beherrschten auszeichnen.
Anders als in den Republiken, in denen Gleichheit unter den das öffentliche Leben Bestimmenden vorherrscht und die sich deswegen aus eigener Kraft mäßigen müssen oder doch sollten, prägt Ungleichheit die Eigenart der Monarchien. Der Monarch, der für die Regierung notwendige Geburtsadel, die Stände, die Provinzen, die Städte, haben ihren Platz in dieser Ordnung. Sie streben nach Ansehen und Prestige. Jeder will sich hervortun, das Hauptprinzip ist die Ehre.
Das handlungsleitende Streben nach Ansehen und danach sich hervorzutun, bewirkt durch die List der Vernunft dieses Prinzips der Ehre, dass zwar alle, ihren Vorteil suchend, große Anstrengungen unternehmen, aber durch die königlichen Gesetze in Schranken gehalten und so geleitet werden, dass sie trotz Eigensucht zum allgemeinen Wohl beitragen.

„Die Ehre setzt alle Glieder des politischen Körpers in Bewegung; sie verbindet sie durch ihr Handeln selbst, und ein jeder, im Glauben sein Eigeninteresse zu verfolgen, trägt zum Gemeinwohl bei.“

Die Mäßigung, die in der Republik von den Bürgern selbst ausgeht, wird also in der Monarchie von außen durch Institutionen und institutionelle Arrangements erreicht.
Diese Überlegungen des Barons sind von dem großen Eindruck geprägt, den die Lektüre eines Buches auf sein Denken hatte: Der Sozialtheoretiker Bernard Mandeville hatte 1714 in seinem Werk The Fable of the Bees (Die Bienenfabel) beschrieben, wie ein eigenartiges Zusammenwirken von individuellen Lastern durch Regeln zum Nutzen der Gesellschaft umgeleitet werden kann. Er hat – weit vor Adam Smith, dem Vater der Klassischen Nationalökonomie – eine Lasterlehre ökonomischen Wohlverhaltens entwickelt, nach der Habgier, Geiz, Genusssucht, Egoismus, Verschwendungssucht und andere Untugenden sich, von den Institutionen der Marktkonkurrenz geregelt, zum Nutzen der Gesellschaft auswirken. Der Untertitel der Bienenfabel, Private Laster – öffentliche Vorteile, gibt dieser Interpretation des Marktgeschehens Ausdruck. Montesquieu hat diese Thesen weitgehend übernommen und kann in seinem Gesellschaftsmodell einer Konstitutionellen Monarchie auf Bürgertugenden fast vollkommen verzichten. Der Markt leitet selbst tugendloses Verhalten zum Nutzen der Gesellschaft in sozialverträgliche Bahnen.
In der dritten Regierungsform, der Despotie, ist das Handeln oder Nicht-Handeln der Menschen vom Prinzip der Furcht bestimmt. Es gibt dort nur Mäßigung, wo die Sitten und Gewohnheiten stärker sind als die Macht des Tyrannen. Dieser muss Rücksicht nehmen, beispielsweise auf die religiösen Überzeugungen seiner Untertanen. Grundsätzlich aber ist die Despotie maßlos. Der gesamte Herrschaftsapparat, die Hierarchie der Regierenden, sind von der Furcht ebenso in ihrem Handeln geprägt wie das Volk und der Despot selbst. Da es keine über den Willen des obersten Herrschers hinausweisende Rechtssicherheit gibt (der Wille des Despoten ist oberstes Gesetz) muss jeder um sein Leben, seinen Wohlstand, seine Familie und seine Ämter bangen. Auch der Alleinherrscher selbst kann jederzeit durch eine Palastrevolte gestürzt werden, nichts ist sicher und diese Unsicherheit gilt für alle. Das Regime ist per se instabil.
Die Despotie ist in wirtschaftlichen Fragen das Gegenstück zur institutionellen Monarchie. Während Handel und freies Gewerbe in der geordneten und gemäßigten Monarchie blühen, ruiniert das Prinzip der Despotie, die Furcht, das Wirtschaftsleben. Die allgemeine Unsicherheit, die dieses Regime charakterisiert, verhindert jede langfristige Planung der Bürger. „In derartigen Staaten wird nichts verbessert oder erneuert: die Häuser werden nur für ein Menschenleben gebaut; man entwässert die Böden nicht, man pflanzt keine Bäume; man beutet die Erde aus, aber man düngt sie nicht“, schreibt Montesquieu in Vom Geist der Gesetze. Alle am Wirtschaftsprozess Beteiligten wollen von der sichtbaren Entwicklung unabhängig sein. Eine Schattenwirtschaft ist die direkte Folge. Kredite werden heimlich gegeben, da sie aus Ersparnissen und Geldansammlungen gespeist werden, die vor der öffentlichen Gewalt verborgen werden. Daraus entsteht Wucher. Größere Besitztümer werden vor den Machthabern wie auch ihren Helfern und Beamten verborgen – nur so sind sie vor der Konfiskation sicher. Es gibt nur ein am kurzfristigen Bedarf orientiertes Wirtschaftsgebaren; alles andere wird im Geheimen organisiert. Eine allgemeine Verrottung der Ökonomie, soweit sie nicht vom Herrscher oder für den Herrscher betrieben wird, ist die sichtbare Eigenart der Wirtschaft unter der Despotie. Es gibt keinen freien Handel.

### Territoriale Ausdehnung und Verfassungen
Die Republiken, die Monarchien und die Despotien unterscheiden sich durch ihre institutionellen Ordnungen und vor allem durch ihre Größe.
Republiken mit Volks- bzw. Adelsherrschaft sind für Montesquieu nur auf kleinem Territorium denkbar, ähnlich den antiken Stadtrepubliken. Sie sollen sich – wenn sie Bestand haben wollen – durch Einfachheit, eine relative Armut und durch schlichte Institutionen auszeichnen. Ein Senat, Volksversammlungen, genau festgelegte Wahlordnungen und eine klare Verteilung der Zuständigkeiten sollen ebenso existieren wie ein großer Respekt vor den Amtsinhabern und strenge Sitten, die die Regeln der Ordnung bis in die Haushalte und Familien hineintragen.
Monarchien hingegen können ohne ihre Existenz zu gefährden auf einem größeren Territorium bestehen. Der Monarch bedarf des Adels, der Stände und einer machtverteilenden Verfassung, die auch die Repräsentation der Stände und Klassen regelt. Die Regierung und Verwaltung des Landes teilt der nur halb-souveräne König mit dem Adel und den Ständen. Dezentralisierung und lokale Vielfalt sind die direkten Folgen dieser Ordnung, die den Bürgern ebenso wie die Republiken Freiheiten gewähren und sichern kann.
Die Despotien, die von der Willkür des Despoten bestimmt sind, halten die Staatsordnung nur durch ein System gegenseitiger Furcht aufrecht und können auch große Territorien umfassen. Eine Monarchie, deren Territorium überdimensional wächst, kann leicht zur Despotie degenerieren. Da alles den Bedürfnissen des alleinigen willkürlichen Machthabers untergeordnet ist, kann dieser Beauftragte ernennen (Vezire), die seine Macht vertreten. Der Vezir seinerseits beauftragt Unter-Vezire mit bestimmten Aufgaben oder mit der Regierung bestimmter Provinzen. Die Machtdelegation ist vollkommen, kann aber ebenso schnell vollständig zurückgenommen werden. „Der Vezir ist der Despot selbst, und jeder Beamte ist ein Vezir“, heißt es im fünften Buch des Esprit des Lois. Die Verfassung dieses Unrechtsstaates besteht nur im (schwankenden) Willen des Despoten.

### Wohlstand durch freien Handel, Gefahren des „Handelsgeistes“
Für Montesquieu steht die Steigerung des Wohlstandes eines Volkes, das freien Handel zulässt und betreibt, zwar außer Frage, jedoch sieht er auch Gefahren, wenn der „Handelsgeist“ zu sehr entwickelt ist.
Er wandte sich gegen alle in seinen Augen sinnlosen und behindernden Handelsbeschränkungen. Es sei „[d]ie natürliche Wirkung des Handels […], Frieden zu bringen. Zwei Völker, die miteinander Handel treiben, machen sich voneinander abhängig: wenn eines Interesse hat, zu kaufen, so liegt dem anderen daran zu verkaufen; und alle Vereinbarungen beruhen auf den wechselseitigen Bedürfnissen.“ Der Handel steigert den Wohlstand und beseitigt störende Vorurteile. Am Anfang des zweiten Bandes seines Hauptwerkes schreibt er, es gelte „beinahe allgemein die Regel, dass es da, wo sanfte Sitten herrschen, auch Handel gibt und dass überall, wo es Handel gibt, auch sanfte Sitten herrschen“. Jedoch zerstöre zu viel des Handelsgeistes den Bürgersinn, der den Einzelnen veranlasst, „nicht immer starr auf seinen Ansprüchen zu bestehen, sondern sie auch einmal zugunsten der anderen zurückzustellen“, denn man sieht, so fährt Montesquieu fort, „dass in den Ländern, wo man nur vom Handelsgeist beseelt ist, auch mit allen menschlichen Handlungen und allen sittlichen Tugenden Handel getrieben wird: selbst die kleinsten Dinge, welche die Menschlichkeit gebietet, werden dort nur durch Geld getan oder gewährt“.

### Warnung vor Extremismus und Unordnung, Plädoyer für Stabilität und Mäßigung
Montesquieu wandte sich gegen jede extreme, nicht moderate Regierungsform, die auf Angst und Schrecken der Untertanen gegenüber dem fast allmächtigen Despoten und seinen Helfern beruht. Er befürchtete, die zunehmend absolutistisch regierenden Fürsten Europas könnten zu Despoten werden, und stellte daher umfangreiche komplizierte Überlegungen über Mischverfassungen zwischen demokratischen und aristokratischen Institutionen sowie über verschiedene Arten republikanischer und monarchischer Systeme an, um Voraussetzungen für stabile und sichere Ordnungen zu schaffen, in denen eine freie bürgerliche Existenz seiner Auffassung nach möglich ist.
Das politische und gesellschaftliche Denken des Montesquieus entwickelte sich nicht nur vor dem Hintergrund der Geistes- und Kulturgeschichte, sondern auch der Krisen und Umwälzungen seiner Zeit. Mit dem Edikt von Nantes war 1598 der erbitterte religiöse Bürgerkrieg in Frankreich beendet worden. Die lange Zeit des Absolutismus in reiner Form unter Ludwig XIV., die dem Land eine Großmachtstellung, aber auch verheerende Kriege, Machtkonzentration auf eine Person und ihre Vasallen sowie letztlich im Jahre 1685 sogar die Rücknahme des Toleranzedikts von Nantes gebracht hatte, war 1715 von der instabilen Regentschaft Philipps von Orléans und später der Regierung des sehr viel schwächeren Ludwig XV. abgelöst worden.
Europa war zur Zeit Montesquieus ein religiöses Schlachtfeld im Waffenstillstand. Die Kolonisierung der übrigen Welt hatte begonnen, der Welthandel zeichnete sich ebenso wie die spätere Industrialisierung ab. Philosophie und Naturwissenschaften entfalteten sich einerseits im Sinne von Vernunft und Erfahrung, andererseits gab es verlustreiche Abwehrkämpfe der alten Herrschaft. Die einzelnen Protagonisten unterschiedlicher Weltanschauungen bekämpften sich teilweise erbarmungslos. Den radikalen Ideen besonders einer großen Zahl französischer Enzyklopädisten setzte Montesquieu einen aufgeklärten, dennoch konservativen, gemäßigten politischen Ansatz entgegen. Der Politiker, Philosoph und Reisende, der über Jahre seines Lebens an seinem Hauptwerk Vom Geist der Gesetze schrieb, antwortete auf die Konfrontationen seiner Zeit mit der Warnung vor Despotie und Tyrannei und einem Plädoyer für moderate stabile Regierungsformen, die dem Bürger (stets begrenzte) Freiheiten ermöglichen.
Freiheit besteht für Montesquieu nicht darin, alles zu tun, was man will, Freiheit ist vielmehr vornehmlich die Erfüllung dessen, was nötig ist und wozu man verpflichtet ist.

### Der „allgemeine Geist“ eines Volkes, Schutz der öffentlichen Ordnung als Voraussetzung für Toleranz und Freiheit
Die Regierenden warnt er vor Größenwahn. Der „allgemeine Geist“ („esprit général“) eines Volkes, im Geschichtsprozess langsam gewachsen, durch die Landschaft und vom Klima geprägt, von der Religion beeinflusst und gleichzeitig die Religion bildend, von den Grundsätzen der bestehenden Verfassung durchdrungen, von geschichtlichen Vorbildern, Beispielen und Gewohnheiten, Bräuchen und Sitten bestimmt, stellt die wesentliche Grundsubstanz einer Gesellschaft dar. Dieser Geist sei zwar keine unveränderliche Größe, soll aber laut Montesquieu nur sehr behutsam beeinflusst werden. Vollständig zu manipulieren sei er nicht, da selbst Despoten die religiösen Überzeugungen ihrer Untertanen in irgendeiner Form respektieren müssen. Zwar ändert zum Beispiel der Handel mit fremden Völkern die Sitten, befreit von Vorurteilen und führt zu einem größeren Wohlstand, der allgemeine Geist eines Volkes wird davon allerdings nur in engen Grenzen tangiert.
Zusammenfassend schreibt er: „Verfassungsregeln, Strafgesetze, das Zivilrecht, religiöse Vorschriften, Sitten und Gewohnheiten all das ist ineinander verwoben und beeinflusst und ergänzt sich gegenseitig. Wer da unüberlegt ändert, gefährdet seine Regierung und die Gesellschaft.“
Entsprechend plädiert Montesquieu für religiöse Toleranz. Gibt es nur eine Religion in der jeweiligen Gesellschaft, soll keine weitere eingeführt werden. Wohingegen mehrere nebeneinander existieren, soll der Regierende das Zusammenleben der Anhänger unterschiedlicher Religionen regeln. Die institutionelle Stabilität macht viele Strafbestimmungen überflüssig.
Strafen sollen nur öffentliche Güter schützen. Die Privatsphäre kann auf der Basis von Anerkennung der Unterschiede geregelt werden. Glaubenskontroversen sind grundsätzlich nicht juristisch zu belangen. Die Bestrafung religiöser Frevel solle man dem beleidigten Gott überlassen. Die Verfolgung weltlicher Untaten sei eine hinreichend auslastende Tätigkeit für die Justizbehörden. Montesquieu lehnt die damals selbstverständliche Verfolgung Homosexueller ebenso ab wie die Bestrafung anderer Verhaltensweisen der unterschiedlichsten Art, wenn diese nicht die öffentliche Ordnung stören, die diese tolerante Haltung erst ermöglicht.

### Über Gewaltenteilung
Über Gewaltenteilung schreibt Montesquieu u. a. in seinem zentralen Werk Vom Geist der Gesetze, 1748:
Freiheit existiere nur dann, wenn Legislative, Exekutive und Judikative in einem gemäßigten Regierungssystem strikt voneinander getrennt sind, ansonsten drohe die Zwangsgewalt eines Despoten. Um das zu verhindern, gilt, dass die Macht der Macht Grenzen setzen muss („Que le pouvoir arrête le pouvoir“).
- „Sobald in ein und derselben Person oder derselben Beamtenschaft die legislative Befugnis mit der exekutiven verbunden ist, gibt es keine Freiheit.“
- „Freiheit gibt es auch nicht, wenn die richterliche Befugnis nicht von der legislativen und von der exekutiven Befugnis geschieden wird. Die Macht über Leben und Freiheit der Bürger würde unumschränkt sein, wenn jene mit der legislativen Befugnis gekoppelt wäre; denn der Richter wäre Gesetzgeber. Der Richter hätte die Zwangsgewalt eines Unterdrückers, wenn jene mit der exekutiven Gewalt gekoppelt wäre.“
- „Alles wäre verloren, wenn ein und derselbe Mann beziehungsweise die gleiche Körperschaft entweder der Mächtigsten oder der Adligen oder des Volkes folgende drei Machtvollkommenheiten ausübte: Gesetze erlassen, öffentliche Beschlüsse in die Tat umsetzen, Verbrechen und private Streitfälle aburteilen.“
- „Demokratie und Aristokratie sind nicht von Natur aus freie Staatsformen. Freiheit ist nur unter maßvollen Regierungen anzutreffen. Eine Erfahrung lehrt, dass jeder Mensch, der Macht hat, dazu neigt, sie zu missbrauchen. Deshalb ist es nötig, dass die Macht der Macht Grenzen setzt. Es gibt in jedem Staat dreierlei Vollmacht: die gesetzgebende Gewalt, die vollziehende und die richterliche. Es gibt keine Freiheit, wenn diese nicht voneinander getrennt sind.“

## Werke
- De l’esprit des loix (1748), deutsch Vom Geist der Gesetze. Reclam, 1994, ISBN 3-15-008953-0.
- Vom Geist der Gesetze I und II (ausw., übers. u. erl. v. Friedrich August von der Heydte, de Gruyter, Berlin 1950; hrsg. u. übers. v. Ernst Forsthoff, Laupp, Tübingen 1951 (UTB 1710)).
- Lettres persanes (1721), deutsch Persische Briefe. Reclam, 1991, ISBN 3-15-002051-4.
- Histoire véritable d’Arsace et Isménie (1730), deutsch Wahrhaftige Geschichte. Aufbau Tb, 1997, ISBN 3-7466-6010-6.
- Le Temple de Gnide (1725).
- Considérations sur les causes de la grandeur des Romains et de leur décadence. Lausanne 1749, deutsch Erwägungen zu den Ursachen der Größe der Römer und ihres Verfalls. Lausanne 1749. Édition Classique, Paris: Librairie Hachette Et Cie 79, 1883 (Digitalisat)
- Essai sur le goût dans les choses de la nature & de l'art. In: Encyclopédie ou dictionnaire raisonné des sciences, des arts et des métiers. Band 7, Paris 1757, S. 762–767.
- Considérations sur les causes de la grandeur des Romains et de leur décadence, deutsch Größe und Niedergang Roms. Amsterdam 1734. Deutsch u. a. Fischer Taschenbuch Verlag, Frankfurt am Main 1980, ISBN 3-596-23432-8.
- Œuvres Complètes. Caillois Pléiade, Paris 1949.
- Œuvres Complètes. Masson, Paris 1950.
- Jürgen Overhoff (Hrsg.): Meine Reisen in Deutschland 1728–1729. Klett-Cotta, Stuttgart 2014, ISBN 978-3-7681-9900-1.
- Jochem Rudersdorf (Hrsg.): Anmerkungen zu Venedig, 1728. Bonner Verlags-Comptoir, Bonn 2021, ISBN 978-3-947838-06-6.